# Pseudoestratigrafía

Pseudoestatigrafía idealizada de una serie ofiolítica.

Se llama pseudoestratigrafía a secuencias de roca desplazadas de forma que no representan una estratigrafía. Una pseudoestratigrafía puede formarse a partir de empuje tectónico, plegamiento y el deslizamiento de masas de roca. Las ofiolitas son un ejemplo de unidades geológicas generalmente descritas mediante pseudoestigrafías.